# Gaines (Michigan)
Gaines – wieś w Stanach Zjednoczonych, w stanie Michigan, w hrabstwie Genesee.